# Kindelsee-Springluch
Kindelsee-Springluch ist ein 69 ha großes Naturschutzgebiet (NSG), das innerhalb des brandenburgischen Landschaftsschutzgebiets (LSG) Westbarnim liegt.
Es ist Teil des Naturparks Barnim und gehört zu den Gemeinden Glienicke/Nordbahn und Schönfließ. Im Jahre 2001 wurde es vom Ministerium für Landwirtschaft, Umweltschutz und Raumordnung (MLUR) zum Naturschutzgebiet erklärt. Seitdem können Schutzgegenstand und -zweck, Verbote, zulässige Handlungen, Pflege- und Entwicklungsmaßnahmen etc. in der Verordnung vom 22. Juli 2001 nachgelesen werden.

## Naturschutzgebiet
Das Naturschutzgebiet ist als Teil der ostbrandenburgischen Platte von nacheiszeitlichen Rinnen durchzogen, die sich durch Wind- und Wassererosion mit Sedimenten füllten und heute Erlenbruchwälder, Wiesen und Verlandungsmoore tragen. Als stadtnahes Schutzgebiet besitzt das walddominierte Areal eine wichtige Naherholungsfunktion.
Im Zentrum des vom Kindelfließ durchzogenen Naturschutzgebietes liegt der Kindelsee, der mit seinem ursprünglichen Umfang und einer Tiefe von 12 bis 15 Metern die größte Erweiterung des Kindelfließes darstellte. In den 1960er Jahren wurde das Kindelfließ infolge von Maßnahmen zur Bodenverbesserung um den See geleitet, worauf das Gewässer für einige Jahre trocken fiel. In den 1990er Jahren wurde der Zufluss des Springluchgrabens in das Kindelfließ verschlossen und stattdessen in den Kindelsee gespeist, worauf sich der See wieder mit Wasser füllte. Der See ist heute durch Muddeablagerungen stark verlandet und nährstoffreich. Das Seegebiet besitzt als spätes Stadium einer Gewässerverlandung eine wertvolle Vegetationszonierung. Die Wasserfläche ist umschlossen von einem etwa 30 Meter breiten Röhrichtgürtel, an den sich Weidengebüsche, Feuchtwiesen und Erlenbrüche anschließen. Auf trockeneren Standorten um den See stehen Eichenmischwälder mit Birke und Kiefer. Das Naturschutzgebiet bietet nicht zuletzt wegen seiner Biotopvielfalt einer Vielzahl von Tier- und Pflanzenarten einen wertvollen Lebensraum. 

### Schützenswerte Lebensräume und Lebensgemeinschaften
- Feuchtwiesen
- Eichenmischwälder bodensauerer Standorte
- Erlenbruchwälder
- Kindelfließ mit Flachsee und Niedermoorumgebung (verlandet zusehends)

### Tier- und Pflanzenarten
Der Kindelsee und der umgebende Röhrichtgürtel bieten unter anderem Fischen, Amphibien, Vögeln, Insekten und dem Fischotter geeigneten Lebensraum. In den strukturreichen Wäldern finden zahlreiche Fledermaus- und Vogelarten Quartiere, Rückzugsplätze und Nahrung. Seit dem Jahr 2010 findet im April jeden Jahres eine ornithologische Begehung statt. Bisher wurden mehr als 30 Vogelarten kartiert:
- Amsel (Turdus merula)
- Bachstelze (Motacilla alba)
- Blaumeise (Parus caeruleus)
- Buchfink (Fringilla coelebs)
- Buntspecht (Dendrocopos major)
- Distelfink/Stieglitz (Carduelis carduelis)
- Erlenzeisig (Carduelis spinus)
- Eichelhäher (Garrulus glandarius)
- Fitis (Phylloscopus trochilus)
- Gartengrasmücke (Sylvia borin)
- Goldammer (Emberiza citrinella)
- Graureiher (Ardea cinerea)
- Grünspecht (Picus viridis)
- Kernbeißer (Coccothraustes coccothraustes)
- Kohlmeise (Parus major)
- Kolkrabe (Corvus corax)
- Kranich (Grus grus)
- Mittelspecht (Dendrocopos medius)
- Mönchsgrasmücke (Sylvia atricapilla)
- Nachtigall (Luscinia megarhynchos)
- Pirol (Oriolus oriolus)
- Rauchschwalbe (Hirundo rustica)
- Rotkehlchen (Erithacus rubecula)
- Rotmilan (Milvus milvus)
- Rohrschwirl (Locustella luscinioides)
- Singdrossel (Turdus philomelos)
- Stockente (Anas platyrhynchos)
- Trauerschnäpper (Ficedula hypoleuca)
- Weißstorch (Ciconia ciconia)
- Waldbaumläufer (Certhia familiaris)
- Zaunkönig (Troglodytes troglodytes)
- Zilpzalp/Weidenlaubsänger (Phylloscopus collybita)

Für Teile des Schutzgebietes sind im Juni 2010 Vegetationsaufnahmen gemacht worden. Zudem liegt eine Biotoptypenkartierung  des gesamten Gebietes vor. Vorkommende Pflanzenarten sind unter anderem Sumpf-Pippau, Sumpf-Schachtelhalm, Sumpf-Segge, Fluss-Ampfer, Sumpf-Blutauge, Maiglöckchen und Berg-Ulme.

### Schutzzweck
- Erhalt und Entwicklung Kindelsee und Feucht-Niedermoorumgebung
- Biotopverbund zwischen Tegeler Fließ und Katharinensee
- Erhalt des Strukturreichtums

Die Verlandungszonen um den Kindelsee sollen einer ungestörten Entwicklung hin zu natürlichen Bruchwäldern überlassen werden. Es werden im Gebiet gezielt Naturschutz- und Pflegemaßnahmen durchgeführt, um Biotope zu erhalten oder in die potenziell natürliche Vegetation zurückzuführen. Problematisch ist im Gebiet das Aufwachsen der Spätblühenden Traubenkirsche (Prunus serotina), eines Einwanderers aus Nordamerika, der sich schnell ausbreitet und einheimische Baumarten in der Naturverjüngung unterdrückt.

## NABU-Stiftung Nationales Naturerbe
Im Jahre 2005 erwarb die NABU-Stiftung Nationales Naturerbe 26,6 ha von der Treuhandnachfolgegesellschaft BVVG. Hierbei handelte es sich um Mischwälder mit Birke, Kiefer und Eiche, brachgefallenes Grünland der feuchten Niederungen und Verlandungszonen des Kindelsees. Weitere 10 ha kamen im Jahr 2010 hinzu. Seit dem Jahr 2009 setzen sich ehrenamtliche Schutzgebietsbetreuer für den Erhalt, die Pflege und Entwicklung des Gebietes ein. Vorrangige Aufgaben sind die Datenerhebung, Informations- und Öffentlichkeitsarbeit, Beteiligung an der Maßnahmenplanung und die Beobachtung der Gebietsentwicklung. Die Maßnahmen belaufen sich nicht auf die Änderung des Bestands, da im Großteil (Ausnahme Wiesen) der NABU-Gebietsflächen Prozessschutz praktiziert wird.